# Chloé Georges
Chloé Georges (1 de octubre de 1980) es una esquiadora acrobática francesa, especializada en ski cross. Mide 1.64 metros (5 ft 5 in) y esquía en un club de Courchevel. Formó parte de los Juegos Olímpicos de Vancouver 2010 donde terminó en 28.º lugar para el ski cross.
En 2009, Georges ganó dos medallas de oro en el competición europea de ski corss, y una medalla de plata en los Campeonatos Nacionales que tuvieron lugar en Sierra Nevada.
En 2010,  ganó una medalla de bronce en los Campeonatos Nacionales que tuvieron lugar en Megève.